# Plateau Fritz Loewe
Plateau Fritz Loewe är en platå i Antarktis. Den ligger i Östantarktis. Frankrike gör anspråk på området.